# Edificio Nest Freses
El edificio Nest Freses es un edificio ubicado en la Transversal 83, en Freses de Curridabat, Costa Rica. Se inauguró en 2019, este edificio se convirtió en su inauguración en el edificio más alto de Curridabat, superando así la Torre Vista Real que ostentó el puesto desde 1999, además es uno de los edificios más altos de Costa Rica.

## Descripción
El inmueble es un edificio residencial desarrollado por la empresa AEISA, este se hizo de concreto y consta de  un total de 26 pisos y 80 metros de altura.